# Willi One Blood
Willi One Blood, mit bürgerlichem Namen William Harbour Jr. (geboren vor 1994 in New York) ist ein US-amerikanischer Reggae-Musiker und Schauspieler.

## Karriere
Seine erfolgreichste Veröffentlichung ist der Song Whiney Whiney (What Really Drives Me Crazy), die es 1994 auf Platz 62 der US-Billboard Charts brachte. Außerdem wurde der Song in den Soundtrack des Spielfilms Dumm und Dümmer aufgenommen. 
Als Schauspieler ist er aus dem 1994 produzierten Thrillerdrama Léon – Der Profi bekannt, in dem er einen der Handlanger des Antagonisten Stansfield (Gary Oldman) darstellt. Im Abspann als „1st Stansfield man“ gelistet, wird er im Film sowohl „Willi“ als auch „Blood“ genannt.